# Mélange de polymères
Un mélange de polymères est un mélange macroscopiquement homogène d'au moins deux polymères.

## Classification
Les mélanges de polymères peuvent être divisés en trois catégories :
- mélanges non miscibles de polymères (mélanges hétérogènes de polymères) : c'est la catégorie la plus fréquente. Un mélange constitué de x polymères a x températures de transition vitreuse ;
- mélanges miscibles de polymères (mélanges homogènes de polymères) : un mélange de polymères ayant une structure monophasée. Dans ce cas, une seule température de transition vitreuse est observée quel que soit le nombre de polymères composant le mélange. Cette température peut être prédite par exemple grâce à l'équation de Fox ;
- mélange à miscibilité métastable de polymères : un mélange de polymères qui présente une miscibilité métastable[2].

## Exemples
L'identification des mélanges de polymères est effectuée ci-dessous selon la norme ISO 1043 :
- poly(oxyde de phénylène) + polystyrène : PPO+PS : Noryl développé par General Electric Plastics en 1966 (aujourd'hui propriété de Sabic). La miscibilité de deux polymères en Noryl se fait grâce à la présence d'un cycle aromatique dans les motifs de répétition des deux chaînes ;
- poly(téréphtalate d'éthylène) + poly(téréphtalate de butylène) : PET+PBT ;
- polypropylène + éthylène-propylène-diène monomère : PP+EPDM ;
- polycarbonate + acrylonitrile butadiène styrène : PC+ABS : Bayblend, Pulse, Anjablend A.

## Morphologie

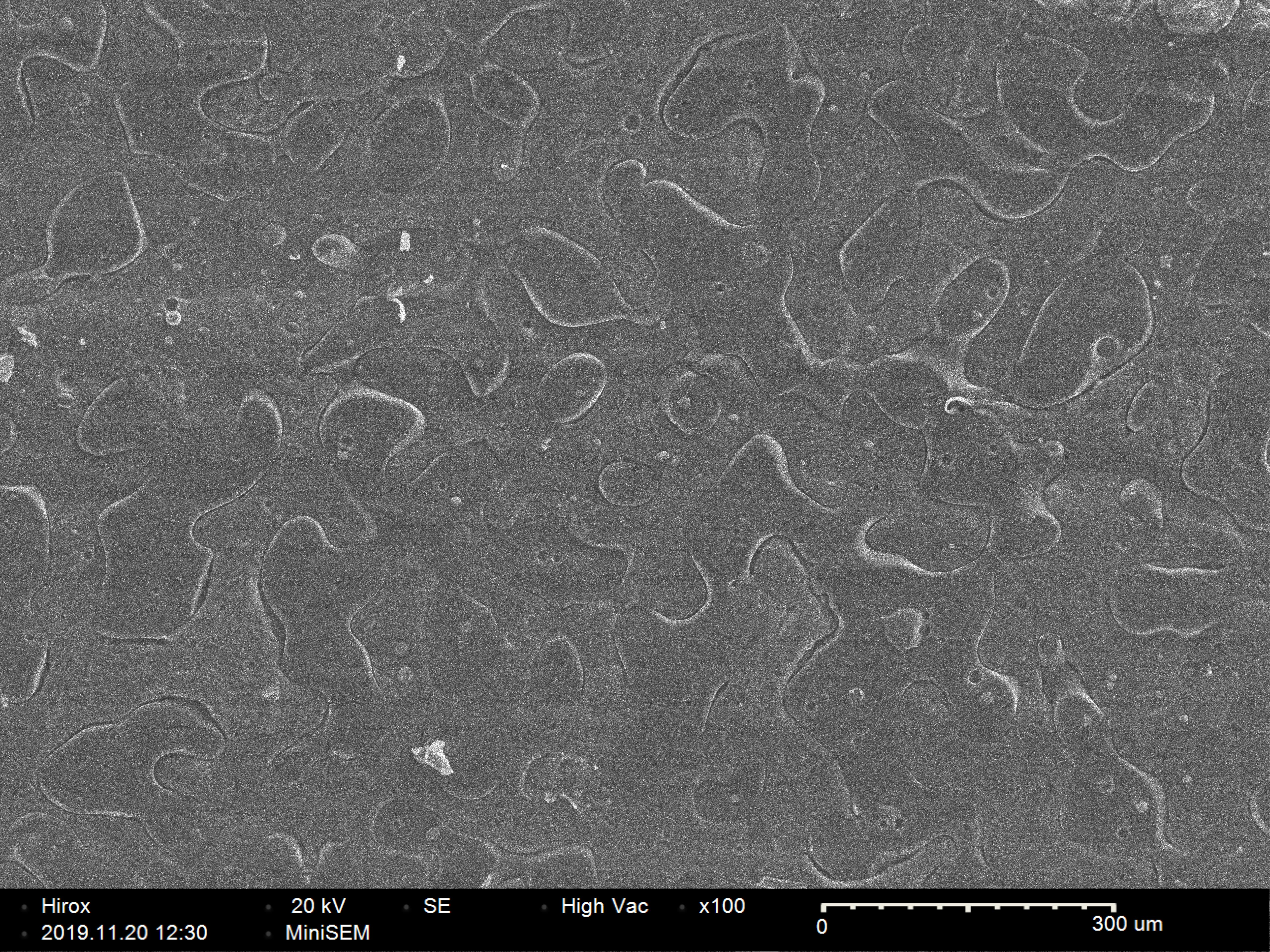
Mélange à morphologie co-continue obtenue avec deux polymères incompatibles.

En fonction de la composition d’un mélange de polymères immiscibles et de l'écoulement appliqué, la morphologie peut être nodulaire, fibrillaire ou co-continue. Dans un mélange déséquilibré, la phase minoritaire (phase dispersée) est dispersée dans la phase majoritaire (matrice) sous forme de nodules ou de fibres. Quand on augmente la fraction de la phase dispersée, les nodules ou les fibres existant fusionnent et grossissent (phénomène de coalescence). Au-delà de l’inversion de phase, la phase initialement sous forme de nodules ou de fibres devient continue et inversement. À fraction équilibrée, le mélange présente une morphologie co-continue. Cette plage de co-continuité varie selon la nature du mélange et le procédé de fabrication.
Le passage d'une morphologie nodulaire à une morphologie fibrillaire dépend de la rhéologie des deux phases constituant le mélange et de la nature de l'écoulement appliqué pour fabriquer le mélange (un écoulement élongationnel est favorable pour créer des fibres à partir des nodules de la phase minoritaire du mélange). Afin que la matrice du mélange puisse déformer les nodules de la phase dispersée, la viscosité et surtout l'élasticité de la matrice doit être supérieure à celle de la phase dispersée.

## Fabrication
La fabrication des mélanges de polymères a lieu généralement par le mélange vigoureux des polymères fondus ensemble. Ce mélange peut se faire par extrusion.
La compatibilisation des polymères entre eux se fait :
- physiquement : par cisaillement élevé, chauffe ou irradiation ;
- chimiquement :
  - par addition d'agents compatibilisant comme des polymères et surtout des copolymères,
  - par formation d'agents compatibilisant lors du mélange, on parle alors de compatibilisation réactive. C'est par exemple le cas de l'extrusion réactive[7].

## Comparaison entre mélanges de polymères et alliages de polymères
|                                         | Les mélanges de polymères peuvent être | Les alliages de polymères peuvent être |
| --------------------------------------- | -------------------------------------- | -------------------------------------- |
| des copolymères à structure hétérogène  | Non                                    | Oui                                    |
| des mélanges miscibles de polymères     | Oui                                    | Oui                                    |
| des mélanges non miscibles de polymères | Oui                                    | Non                                    |